# Montbrun (Lozère)
Montbrun is een plaats en voormalige gemeente in het Franse departement Lozère in de regio Occitanie. De plaats maakt deel uit van het arrondissement Florac.

## Geschiedenis
De gemeente maakte deel uit van het kanton Sainte-Enimie totdat dit op 22 maart 2015 werd opgeheven en verdeeld over de kantons La Canourgue en Florac. Montbrun werd ingedeeld bij het kanton Florac maar toen de gemeente op 1 januari 2017 fuseerde met Quézac en Sainte-Enimie tot de commune nouvelle Gorges du Tarn Causses werd deze gemeente ingedeeld bij het kanton La Canourgue waardoor de plaats opnieuw van kanton veranderde.

## Geografie
De oppervlakte van Montbrun bedraagt 36,0 km², de bevolkingsdichtheid is dus 2,4 inwoners per km².
De onderstaande kaart toont de ligging van Montbrun (Lozère) met de belangrijkste infrastructuur en aangrenzende gemeenten.

## Demografie
Onderstaande figuur toont het verloop van het inwonertal.